# Tsjechië op de Olympische Winterspelen 1998
Tijdens de Olympische Winterspelen van 1998, die in Nagano (Japan) werden gehouden, nam Tsjechië voor de tweede keer deel.

## Medailleoverzicht
| Sport      | Olympiër            | Discipline                   | Medaille |
| ---------- | ------------------- | ---------------------------- | -------- |
| IJshockey  | Olympisch team      | mannen                       | Goud     |
| Langlaufen | Kateřina Neumannová | 5 km klassiek (v)            | Zilver   |
| Langlaufen | Kateřina Neumannová | achtervolging 5 km+10 km (v) | Brons    |

## Deelnemers en resultaten
(m) = mannen, (v) = vrouwen 

### Alpineskiën
| Olympiër       | Discipline       | Resultaat | Prestatie                                                                                  |
| -------------- | ---------------- | --------- | ------------------------------------------------------------------------------------------ |
| Marcel Maxa    | reuzenslalom (m) | 29e       | 2.49,51 (+11,00) 1.25,88+1.23,63                                                           |
| Marcel Maxa    | slalom (m)       | dnf-2     | opgave run 2 57,81+dnf                                                                     |
| Marcel Maxa    | combinatie (m)   | dq-a      | diskwalificatie afdaling slalom: 1.36,17 (49,73+46,44) afdaling: diskwalificatie (1.39,10) |
| Lucie Hrstková | afdaling (v)     | 31e       | 1.33,00 (+3,11)                                                                            |
| Lucie Hrstková | super g (v)      | 35e       | 1.21,74 (+3,72)                                                                            |
| Lucie Hrstková | reuzenslalom (v) | dnf-1     | opgave run 1                                                                               |
| Lucie Hrstková | slalom (v)       | dnf-1     | opgave run 1                                                                               |
| Lucie Hrstková | combinatie (v)   | 15e       | 2.49,96 (+9,22) afdaling: 1.33,29 slalom: 1.16,67 (39,30+37,37)                            |

### Biatlon
| Olympiër                                                          | Discipline             | Resultaat | Prestatie |
| ----------------------------------------------------------------- | ---------------------- | --------- | --- |
| Petr Garabík                                                      | 10 km (m)              | 53e       | 30.51,3 (+3.35,1) pen.: 3 (1 + 2) |
| Petr Garabík                                                      | 20 km (m)              | 56e       | 1:04.28,8 (+8.12,4) pen.: 6 (2 + 2 + 0 + 2) |
| Jiří Holubec                                                      | 20 km (m)              | 34e       | 1:01.08,8 (+5.52,4) pen.: 2 (1 + 1 + 0 + 0) |
| Ivan Masařík                                                      | 10 km (m)              | 15e       | 28.58,6 (+1.42,4) pen.: 2 (1 + 1) |
| Ivan Masařík                                                      | 20 km (m)              | 4e        | 57.30,7 (+1.14,3) pen.: 1 (0 + 0 + 0 + 1) |
| Zdeněk Vítek                                                      | 10 km (m)              | 51e       | 30.46,5 (+3.30,3) pen.: 2 (1 + 1) |
| Team Petr Garabík Zdeněk Vítek Jiří Holubec Ivan Masařík          | 4x7,5 km estafette (m) | 14e       | 1:26.35,5 (+4.59,3) pen.: 0-7 21.30,8 pen.: 0-2 (0-0 + 0-2) 22.11,8 pen.: 0-1 (0-0 + 0-1) 22.00,9 pen.: 0-3 (0-0 + 0-3) 20.52,0 pen.: 0-1 (0-0 + 0-1)  |
|                                                                   |                        |           | |
| Eva Háková                                                        | 7,5 km (v)             | 26e       | 24.58,6 (+1.50,6) pen.: 1 (1 + 0) |
| Eva Háková                                                        | 15 km (v)              | 53e       | 1:03.25,4 (+9.33,4) pen.: 6 (2 + 2 + 1 + 1) |
| Kateřina Losmanová                                                | 7,5 km (v)             | 57e       | 26.51,7 (+3.43,7) pen.: 3 (1 + 2) |
| Kateřina Losmanová                                                | 15 km (v)              | 44e       | 1:01.48,9 (+7.56,9) pen.: 1 (1 + 0 + 0 + 0) |
| Irena Česneková                                                   | 7,5 km (v)             | 40e       | 25.30,4 (+2.22,4) pen.: 3 (1 + 2) |
| Irena Česneková                                                   | 15 km (v)              | 30e       | 1:00.09,0 (+6.17,0) pen.: 3 (1 + 0 + 1 + 1) |
| Jiřína Pelcová                                                    | 7,5 km (v)             | 35e       | 25.14,5 (+2.06,5) pen.: 1 (0 + 1) |
| Jiřína Pelcová                                                    | 15 km (v)              | 38e       | 1:01.26,3 (+7.34,3) pen.: 3 (1 + 1 + 0 + 1) |
| Team Kateřina Losmanová Irena Česneková Jiřína Pelcová Eva Háková | 4x7,5 km estafette (v) | 6e        | 1:43.20,5 (+3.06,9) pen.: 0-10 25.32,4 pen.: 0-1 (0-1 + 0-0) 26.16,6 pen.: 0-4 (0-1 + 0-3) 26.49,7 pen.: 0-2 (0-1 + 0-1) 24.41,8 pen.: 0-3 (0-1 + 0-2) |

### Bobsleeën
| Olympiër                                             | Discipline                | Resultaat | Prestatie                                       |
| ---------------------------------------------------- | ------------------------- | --------- | ----------------------------------------------- |
| Jiří Dzmura Pavel Polomský                           | 2-mansbob (m) Tsjechië I  | dns-3     | niet gestart run 3 (55,30 / 55,11)              |
| Pavel Puškár Jan Kobián                              | 2-mansbob (m) Tsjechië II | 8e        | 3.38,59 (+1,35) (54,99 / 54,60 / 54,46 / 54,54) |
| Pavel Puškár Peter Kondrát Pavel Polomský Jan Kobián | 4-mansbob (m) Tsjechië I  | 13e       | 2.41,29 (+1,88) (53,61 / 53,80 / 53,88)         |

### Freestyleskiën
| Olympiër     | Discipline  | Resultaat | Prestatie                           |
| ------------ | ----------- | --------- | ----------------------------------- |
| Aleš Valenta | aerials (m) | 4e        | 232,25 p. (kwalificatie: 205,50 p.) |

### Kunstrijden
| Olympiër                        | Discipline | Resultaat | Prestatie                                                 |
| ------------------------------- | ---------- | --------- | --------------------------------------------------------- |
| Lenka Kulovaná                  | vrouwen    | 18e       | 26,0 p. (korte kür: 16 - lange kür: 18)                   |
| Kateřina Beránková Otto Dlabola | paarrijden | 15e       | 22,0 p. (korte kür: 14 - lange kür: 15)                   |
| Kateřina Mrázová Martin Šimeček | ijsdansen  | 13e       | 26,0 p. (verpl.1: 13 - verpl.2: 13 - org.: 13 - vrij: 13) |

### Langlaufen
| Olympiër                                                                | Discipline                    | Resultaat | Prestatie                                           |
| ----------------------------------------------------------------------- | ----------------------------- | --------- | --------------------------------------------------- |
| Lukáš Bauer                                                             | 10 km klassiek (m)            | 45e       | 30.11,1 (+2.46,6)                                   |
| Lukáš Bauer                                                             | 30 km klassiek (m)            | 33e       | 1:42.08,8 (+8.13,0)                                 |
| Lukáš Bauer                                                             | achtervolging 10 km+15 km (m) | 32e       | +4.38,6 (10 km:30.11 + 15 km:41.29,3)               |
| Lubomír Buchta                                                          | 10 km klassiek (m)            | 52e       | 30.38,4 (+3.13,9)                                   |
| Lubomír Buchta                                                          | 30 km klassiek (m)            | dnf       | opgave                                              |
| Lubomír Buchta                                                          | 50 km vrije stijl (m)         | 13e       | 2:11.34,8 (+6.26,6)                                 |
| Lubomír Buchta                                                          | achtervolging 10 km+15 km (m) | 50e       | +5.58,9 (10 km:30.38 + 15 km:42.22,6)               |
| Martin Koukal                                                           | 10 km klassiek (m)            | 35e       | 29.41,8 (+2.17,3)                                   |
| Martin Koukal                                                           | achtervolging 10 km+15 km (m) | 37e       | +5.04,1 (10 km:29.41 + 15 km:42.24,8)               |
| Jiří Magál                                                              | 30 km klassiek (m)            | 22e       | 1:40.29,6 (+6.33,8)                                 |
| Jiří Magál                                                              | 50 km vrije stijl (m)         | 47e       | 2:21.30,5 (+16.22,3)                                |
| Petr Michl                                                              | 10 km klassiek (m)            | 32e       | 29.28,5 (+2.04,0)                                   |
| Petr Michl                                                              | 50 km vrije stijl (m)         | 17e       | 2:13.08,3 (+8.00,1)                                 |
| Petr Michl                                                              | achtervolging 10 km+15 km (m) | 23e       | +3.09,8 (10 km:29.28 + 15 km:40.43,5)               |
| Team Lukáš Bauer Martin Koukal Petr Michl Jiří Magál                    | 4x10 km estafette (m)         | 15e       | 1:45.35,4 (+4.39,7) 26.17,6 27.02,6 26.12,2 26.03,0 |
|                                                                         |                               |           |                                                     |
| Kateřina Hanušová                                                       | 5 km klassiek (v)             | 22e       | 18.49,1 (+1.11,2)                                   |
| Kateřina Hanušová                                                       | 30 km vrije stijl (v)         | 23e       | 1:29.59,9 (+7.58,4)                                 |
| Kateřina Hanušová                                                       | achtervolging 5 km+10 km (v)  | 24e       | +2.28,9 (5 km:18.49 + 10 km:29.46,8)                |
| Zuzana Kocumová                                                         | 5 km klassiek (v)             | 59e       | 19.58,3 (+2.20,4)                                   |
| Zuzana Kocumová                                                         | 30 km vrije stijl (v)         | 35e       | 1:32.52,1 (+10.50,6)                                |
| Zuzana Kocumová                                                         | achtervolging 5 km+10 km (v)  | 41e       | +4.05,0 (5 km:19.58 + 10 km:30.13,9)                |
| Kateřina Neumannová                                                     | 5 km klassiek (v)             | Zilver    | 17.42,7 (+4,8)                                      |
| Kateřina Neumannová                                                     | 15 km klassiek (v)            | 9e        | 49.01,9 (+2.06,5)                                   |
| Kateřina Neumannová                                                     | achtervolging 5 km+10 km (v)  | Brons     | +7,3 (5 km:17.42 + 10 km:28.32,2)                   |
| Jana Šaldová                                                            | 5 km klassiek (v)             | 28e       | 19.00,4 (+1.22,5)                                   |
| Jana Šaldová                                                            | 15 km klassiek (v)            | 29e       | 51.33,8 (+4.38,4)                                   |
| Jana Šaldová                                                            | achtervolging 5 km+10 km (v)  | dns       | niet gestart 10 km (5 km:19.00 + 10 km:dns)         |
| Iveta Fořtová                                                           | 15 km klassiek (v)            | 44e       | 52.26,3 (+5.30,9)                                   |
| Team Jana Šaldová Kateřina Neumannová Kateřina Hanušová Zuzana Kocumová | 4x5 km estafette (v)          | 6e        | 56.58,7 (+1.45,2) 14.58,3 14.04,2 14.10,2 13.46,0   |

### Noordse combinatie
| Olympiër                                                  | Discipline      | Resultaat | Prestatie |
| --------------------------------------------------------- | --------------- | --------- | --- |
| Milan Kučera                                              | individueel (m) | 5e        | +1.24,7 — schans: 228,0 p — 15 km: 41.27,8 |
| Ladislav Rygl                                             | individueel (m) | 14e       | +2.59,7 — schans: 204,5 p — 15 km: 40.41,8 |
| Jan Matura                                                | individueel (m) | 35e       | +6.13,9 — schans: 218,0 p — 15 km: 45.17,0 |
| Petr Šmejc                                                | individueel (m) | 40e       | +7.16,3 — schans: 195,0 p — 15 km: 44.01,4 |
| Team Marek Fiurášek Milan Kučera Jan Matura Ladislav Rygl | team (m)        | 8e        | +2.53,2 — schans: 900,5 p — 20 km: 56.55,7 schans: 190,5 p — 5 km: 14.50,5 schans: 241,0 p — 5 km: 13.27,6 schans: 242,0 p — 5 km: 15.19,3 schans: 227,0 p — 5 km: 13.18,3 |

### Schansspringen
| Olympiër                                                         | Discipline                     | Resultaat | Prestatie |
| ---------------------------------------------------------------- | ------------------------------ | --------- | --- |
| Michal Doležal                                                   | normale schans individueel (m) | 11e       | 211,0 punten 98,5 p. (81,5 m) + 112,5 p. (87,5 m) |
| Michal Doležal                                                   | grote schans individueel (m)   | 8e        | 243,2 punten 107,8 p. (116,0 m) + 135,4 p. (130,5 m) |
| František Jež                                                    | normale schans individueel (m) | 24e       | 192,5 punten 103,0 p. (83,5 m) + 89,5 p. (77,5 m) |
| František Jež                                                    | grote schans individueel (m)   | 24e       | 208,7 punten 104,3 p. (113,5 m) + 104,4 p. (113,0 m) |
| Jaroslav Sakala                                                  | normale schans individueel (m) | 26e       | 185,0 punten 89,0 p. (77,5 m) + 96,0 p. (80,5 m) |
| Jaroslav Sakala                                                  | grote schans individueel (m)   | 56e       | 61,2 punten 61,2 p. (91,5 m) + niet geplaatst voor tweede ronde |
| Jakub Sucháček                                                   | normale schans individueel (m) | 28e       | 183,5 punten 87,5 p. (77,5 m) + 96,0 p. (81,0 m) |
| Jakub Sucháček                                                   | grote schans individueel (m)   | 15e       | 229,3 punten 111,0 p. (117,5 m) + 118,3 p. (121,0 m) |
| Team Jakub Sucháček František Jež Michal Doležal Jaroslav Sakala | grote schans team (m)          | 7e        | 710,3 punten 31,6 p. (77,0 m) + 117,9 p. (120,5 m) 109,4 p. (115,5 m) + 89,7 p. (106,5 m) 77,0 p. (102,5 m) + 128,2 p. (126,5 m) 82,2 p. (101,5 m) + 74,3 p. (98,5 m) |

### IJshockey
| Olympiër | Discipline | Resultaat | Prestatie |
| --- | ---------- | --------- | --- |
| Josef Beránek Jan Čaloun Jiří Dopita Roman Hamrlík Dominik Hašek Milan Hejduk Jaromír Jágr František Kučera Robert Lang David Moravec Pavel Patera Libor Procházka Martin Procházka Robert Reichel Martin Ručinský Vladimír Růžička Jiří Šlégr Richard Šmehlík Martin Straka Jaroslav Špaček Petr Svoboda | mannen     | Goud      | Hoofdronde groep C: 3- 0 Tsjechië - Finland 8- 2 Tsjechië - Kazachstan 1- 2 Tsjechië - Rusland Kwartfinale: 4- 1 Tsjechië - Verenigde Staten Halve finale: 2- 1 Tsjechië - Canada Finale: 1- 0 Tsjechië - Rusland |

Amerikaanse Maagdeneilanden · Andorra · Argentinië · Armenië · Australië · Azerbeidzjan · België · Bermuda · Bosnië en Herzegovina · Brazilië · Bulgarije · Canada · Chili · China · Chinees Taipei · Cyprus · Denemarken · Duitsland · Estland · Finland · Frankrijk · Georgië · Griekenland · Groot-Brittannië · Hongarije · Ierland · IJsland · India · Iran · Israël · Italië · Jamaica · Japan · Joegoslavië · Kazachstan · Kenia · Kirgizië · Kroatië · Letland · Liechtenstein · Litouwen · Luxemburg · Macedonië · Moldavië · Monaco · Mongolië · Nederland · Nieuw-Zeeland · Noord-Korea · Noorwegen · Oekraïne · Oezbekistan · Oostenrijk · Polen · Portugal · Puerto Rico · Roemenië · Rusland · Slovenië · Slowakije · Spanje · Trinidad en Tobago · Tsjechië · Turkije · Uruguay · Venezuela · Verenigde Staten · Wit-Rusland · Zuid-Afrika · Zuid-Korea · Zweden · Zwitserland